# Ville de Mitcham
La Ville de Mitcham (City of Mitcham) est une zone d'administration locale au sud du centre ville d'Adélaïde en Australie-Méridionale en Australie.
Elle accueille l'université Flinders.

## Quartiers
| - Bedford Park Code Postal:5042 - Belair CP:5052 - Bellevue Heights CP:5050 - Blackwood CP:5051 - Brown Hill Creek CP:5062 - Clapham CP:5062 - Clarence Gardens CP:5039 - Colonel Light Gardens CP:5041 - Coromandel Valley CP:5051 - Crafers West CP:5152 - Craigburn Farm CP:5051 - Cumberland Park CP:5041 - Daw Park CP:5041 - Eden Hills CP:5050 - Glenalta CP:5052 - Hawthorn CP:5062 | - Hawthorndene CP:5051 - Kingswood CP:5062 - Leawood Gardens CP:5150 - Lower Mitcham CP:5062 - Lynton CP:5062 - Melrose Park CP:5039 - Mitcham CP:5062 - Netherby CP:5062 - Panorama CP:5041 - Pasadena CP:5042 - Springfield CP:5062 - St. Marys CP:5042 - Torrens Park CP:5062 - Upper Sturt CP:5156 - Urrbrae CP:5064 - Westbourne Park CP:5041 |